# Rapina e fuga
Rapina e fuga (Culprits) è una serie televisiva britannica, ideata da J Blakeson e basata sull'omonimo romanzo del 2018 di Richard Brewer e Gary Phillips. La serie è stata distribuita interamente in anteprima l'8 novembre 2023 su Disney+ in Regno Unito e Irlanda.

## Trama
Dopo una rapina, la banda si è divisa vivendo vite completamente diverse. Ma il passato torna a tormentarli. Dopo la morte di alcuni di loro Joe, ormai quasi sposato con figli, si trova a dover fare conti con se stesso e con la persona che aveva rapinato. Farà di tutto per proteggere la sua famiglia, anche riunirsi con alcuni ex colleghi per trovare chi li vuole morti. 

## Episodi
| Stagione       | Episodi | Prima TV UK | Prima TV Italia |
| -------------- | ------- | ----------- | --------------- |
| Prima stagione | 8       | 2023        | 2023            |

## Personaggi e interpreti

### Personaggi principali
- Joe Petrus / David Marking / Muscle, interpretato da Nathan Stewart-Jarrett, doppiato da Jacopo Venturiero.
- Dianne Harewood / Brain, interpretata da Gemma Arterton, doppiata da Domitilla D'Amico.
- Ufficiale, interpretata da Kirby Howell-Baptiste, doppiata da Erica Necci.
- Inga Beatrice / Specialist / Psycho, interpretata da Niamh Algar, doppiata da Valentina Favazza.
- Devil, interpretato da Ned Dennehy, doppiato da Alberto Bognanni.
- Youssef Mizouni / Cracker, interpretato da Kamil al-Basha, doppiato da Antonio Palumbo.
- Azar Mizouni / Greaseman, interpretata da Tara Abboud, doppiata da Vittoria Bartolomei.
- Fixer, interpretato da Karl Collins.
- Marcello Bari / Driver, interpretato da Vincent Riotta, doppiato da Lucio Saccone.
- Dottoressa, interpretato da Amara Karan, doppiata da Marta Gallone.
- Anton Irving / Right Hand, interpretato da Tom Mothersdale, doppiato da Gianfranco Miranda.
- Robert Yates / Fuse, interpretato da Mark Field, doppiato da Diego Gallo.

## Distribuzione
Rapina e fuga ha debuttato l'8 novembre 2023 in Regno Unito e Irlanda sulla piattaforma di video on demand Disney+, in Italia è stata distribuita il 29 novembre successivo.

### Edizione italiana
La direzione del doppiaggio è di Giulia Nofri e i dialoghi italiani sono curati da Linda Barani e Emiliana Luini per conto della Iyuno Italy che si è occupata anche della sonorizzazione.

## Accoglienza

### Critica
Sull'aggregatore di recensioni Rotten Tomatoes la serie riceve il 50% delle recensioni professionali positive, mentre su Metacritic ha un punteggio di 56 su 100 basato su 9 recensioni.